# Sviloš
Sviloš (en serbe cyrillique : Свилош) est un village de Serbie situé dans la province autonome de Voïvodine. Il fait partie de la municipalité de Beočin dans le district de Bačka méridionale. Au recensement de 2011, il comptait 291 habitants.
Sviloš est une communauté locale, c'est-à-dire une subdivision administrative, de la municipalité de Beočin.

## Géographie

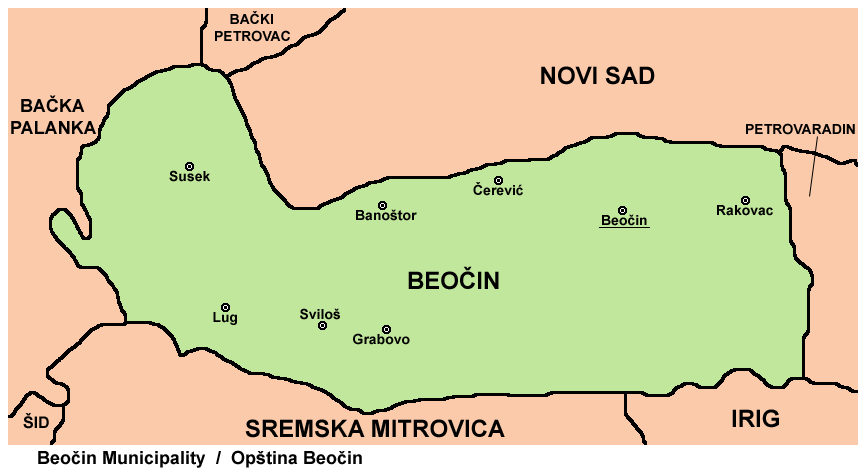
Localisation de Sviloš dans la municipalité de Beočin

Bien qu'il fasse partie du district de Bačka méridionale, le village de Sviloš est en fait situé dans la région de Syrmie. Il se trouve sur les pentes septentrionales du massif de la Fruška gora. Sviloš est le seul moyen d'accès par la route au village de Grabovo.

## Histoire
Une localité existait à l'emplacement de Sviloš à l'époque romaine. Un village portant le nom actuel est mentionné pour la première fois en 1687 ; il se trouvait sur la route reliant Sremska Mitrovica au nord de la Syrmie.
Pendant la Seconde Guerre mondiale, 116 civils y furent tués par les nazis. 

## Démographie

### Évolution historique de la population
| 1948 | 1953 | 1961 | 1971 | 1981 | 1991 | 2002 | 2011 |
| ---- | ---- | ---- | ---- | ---- | ---- | ---- | ---- |
| 470  | 472  | 417  | 419  | 367  | 347  | 362  | 291  |

|  |

### Données de 2002
Pyramide des âges (2002)
En 2002, l'âge moyen de la population était de 38,2 ans pour les hommes et 40,6 ans pour les femmes.
Répartition de la population par nationalités (2002)
En 2002, plus de 96 % de la population du village était constituée de Serbes.

### Données de 2011
En 2011, l'âge moyen de la population était de 44,5 ans, 41,9 ans pour les hommes et 47,2 ans pour les femmes.

## Vie locale
Sviloš possède une école, un centre médical, trois magasins dont une boulangerie.

## Économie
La population vit principalement de l'élevage et de l'agriculture, notamment l'horticulture, la viticulture et les cultures maraîchères.

## Tourisme
Sviloš conserve deux monuments culturels classés : un čardak, qui remonte à 1916 et qui figure sur la liste des monuments culturels de grande importance de la république de Serbie, ainsi que l'église de la Présentation-de-la-Mère-de-Dieu-au-Temple, inscrite sur la liste des monuments culturels.

## Transport
Sviloš est relié par autobus à Novi Sad. Le village se trouve sur la route Novi Sad-Sremska Mitrovica.